# Maurici Mirosa
Maurici Mirosa obtingué el benefici de Sant Miquel de la basílica de Castelló d’Empúries l’any 1764, els orígens del qual daten de 1345. Va dimitir aquell mateix any i va ser succeït per Agustí Ciurach.